# Margaret Mahler
Margaret Mahler właściwie Margit Mahler,  (ur. 10 maja 1897 w Sopronie, zm. 2 października 1985 w Nowym Jorku) – węgierska psycholog dziecięca zajmująca się psychoanalizą.
Urodzona jako Margit Schönberger, była uczennicą Clemensa von Pirqueta i Helene Deutsch. W 1938 wraz z mężem, Paulem Mahlerem, wyemigrowała do USA.
Jest autorką  teorii rozwoju psychicznego dziecka od urodzenia do 24 miesiąca życia z perspektywy teorii relacji z obiektem. Autorka podkreśla znaczenie relacji dziecka z ważnym dla niego obiektem (matką) we wczesnych fazach jego rozwoju. Według Margaret Mahler istnieją tzw. psychiczne narodziny będące drogą jaką pokonuje dziecko od fazy symbiotycznego scalenia z matką do osiągnięcia stabilnej indywidualnej tożsamości.